# کاربیس سورنیان
کاربیس هوهانسی سورنیان (سارکاواگیان) (ارمنی: Կարպիս Հովհաննեսի Սուրենյան (Սարկավագյան)؛ زادهٔ ۲۱ اوت ۱۹۲۵ - ۵ اکتبر ۲۰۱۱) مترجم، رمان‌نویس و نویسنده اهل ارمنستان بود.

## زندگی‌نامه
وی در ۲۱ اوت ۱۹۲۵ در آتن به دنیا آمد و از انستیتو ادبیات ماکسیم گورکی فارغ‌التحصیل گشت. سورنیان عضو اتحادیه نویسندگان ارمنستان بود. وی برنده جوایزی همچون مدال موسس خورناتسی (۲۰۰۲) نشان ساهاک مقدس-مسروپ مقدس (۲۰۰۴) جایزه یغیشه چارنتس (۱۹۸۲) است. وی در ۵ اکتبر ۲۰۱۱ در سن ۸۶ سالگی در ایروان درگذشت.